# Токмово (село)
То́кмово (рос. Токмово, ерз. Токмово) — село у складі Ковилкінського району Мордовії, Росія. Адміністративний центр Токмовського сільського поселення.
Населення — 726 осіб 2010; 799 у 2002).
Національний склад станом на 2002 рік:
- росіяни — 98 %